# Triumvirat
Triumvirat fue una banda alemana de rock progresivo sinfónico, con una marcada influencia de The Nice, Emerson, Lake & Palmer y compositores clásicos, como W. A. Mozart, formada en Colonia en 1969 por Jürgen Fritz, Hans Bathelt y Werner Frangenberg.

## Discografía
- Mediterranean Tales (1972)
- Illusions on a Double Dimple (1974)
- Spartacus (1975)
- Old Loves Die Hard (1976)
- Pompeii (1977)
- A La Carte (1978)
- Russian Roulette (1980)

- Datos: Q682330